# Kwaelaga Lamawato
Kwaelaga Lamawato is een bestuurslaag in het regentschap Flores Timur van de provincie Oost-Nusa Tenggara, Indonesië. Kwaelaga Lamawato telt 342 inwoners (volkstelling 2010).